# Arachnacris corporalis

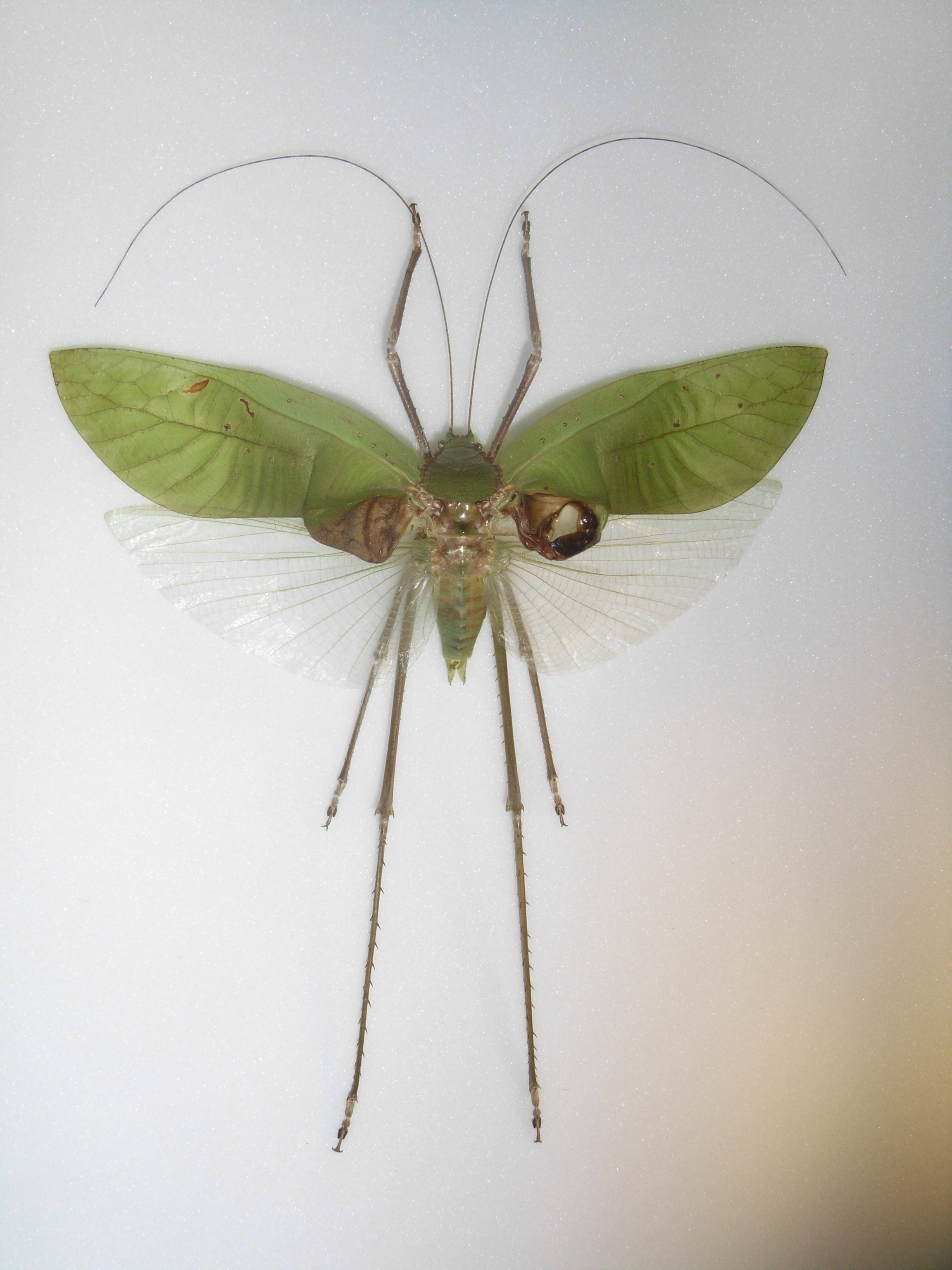
Esemplare con le ali spiegate

Arachnacris corporalis è una specie di grande catidide diffuso in Malaysia.